# Xanthomatose cérébrotendineuse
La xanthomatose cérébrotendineuse est une maladie génétique en rapport avec un déficit enzymatique de la stérol 27-hydroxylase aboutissant à une accumulation de cholestanol (en) et de cholestérol dans tout l'organisme.

## Physiopathologie
Le déficit en CYP27A1 entraîne une accumulation de cholestérol et de cholestanol dans l'organisme, en particulier dans le système nerveux central et les tendons.
Ce déficit diminue la synthèse d'acides biliaires et augmente l'activité du cholesterol 7α-hydroxylase.

## Description
Cette maladie est caractérisée par la survenue de diarrhée dans la première enfance, puis de cataracte, de xanthomes tendineux dans l'adolescence et l'âge adulte puis apparition de troubles neurologiques et psychiatriques (démence, syndrome pyramidal, syndrome cérébelleux, épilepsie).
La diarrhée est le signe le plus précoce de la maladie bien que la manifestation la plus habituelle soit l'apparition d'une cataracte avant 10 ans. Les xanthomes se localisent sur le tendon d'Achille, le tendon extenseur du coude et de la main, sur les tendons du genou et les tendons du cou. Mais ils peuvent aussi se localiser au niveau des poumons, des os et du système nerveux central.
Quelques personnes montrent des troubles des fonctions mentales dans l'enfance mais la plupart sont normaux jusqu'à la puberté. La diminution des capacités intellectuelles avec apparition d'une démence atteint environ la moitié des individus entre vingt et trente ans.
Les manifestations psychiatriques comme les hallucinations, agitation, agressivité, dépression et suicide en sont les signes les plus évidents. Une spasticité et des signes cérébelleux sont toujours présents avant 30 ans. Les autres manifestations comprennent dystonie, épilepsie, neuropathie et syndrome pseudo-parkinsoniens.

## Diagnostic
La biologie révèle les conséquences du déficit enzymatique : taux normal de cholestérol sanguin avec taux très élevé de cholestanol dans les tissus.

## Traitement
La prise d'acide chénodésoxycholique améliore la maladie.